# Karaoke
Il karaoke (カラオケ?) è un tipo di intrattenimento musicale, nel quale le persone cantano insieme alla musica registrata utilizzando un microfono. La musica è normalmente una versione strumentale di una famosa canzone popolare, mentre i testi vengono solitamente visualizzati su uno schermo video. 

## Etimologia
Il suo nome risulta dall'unione tra la parola giapponese kara (空?, vuota) e il termine ōkesutora (オーケストラ?) (pronuncia giapponese della parola di etimologia greca "orchestra").

## Storia

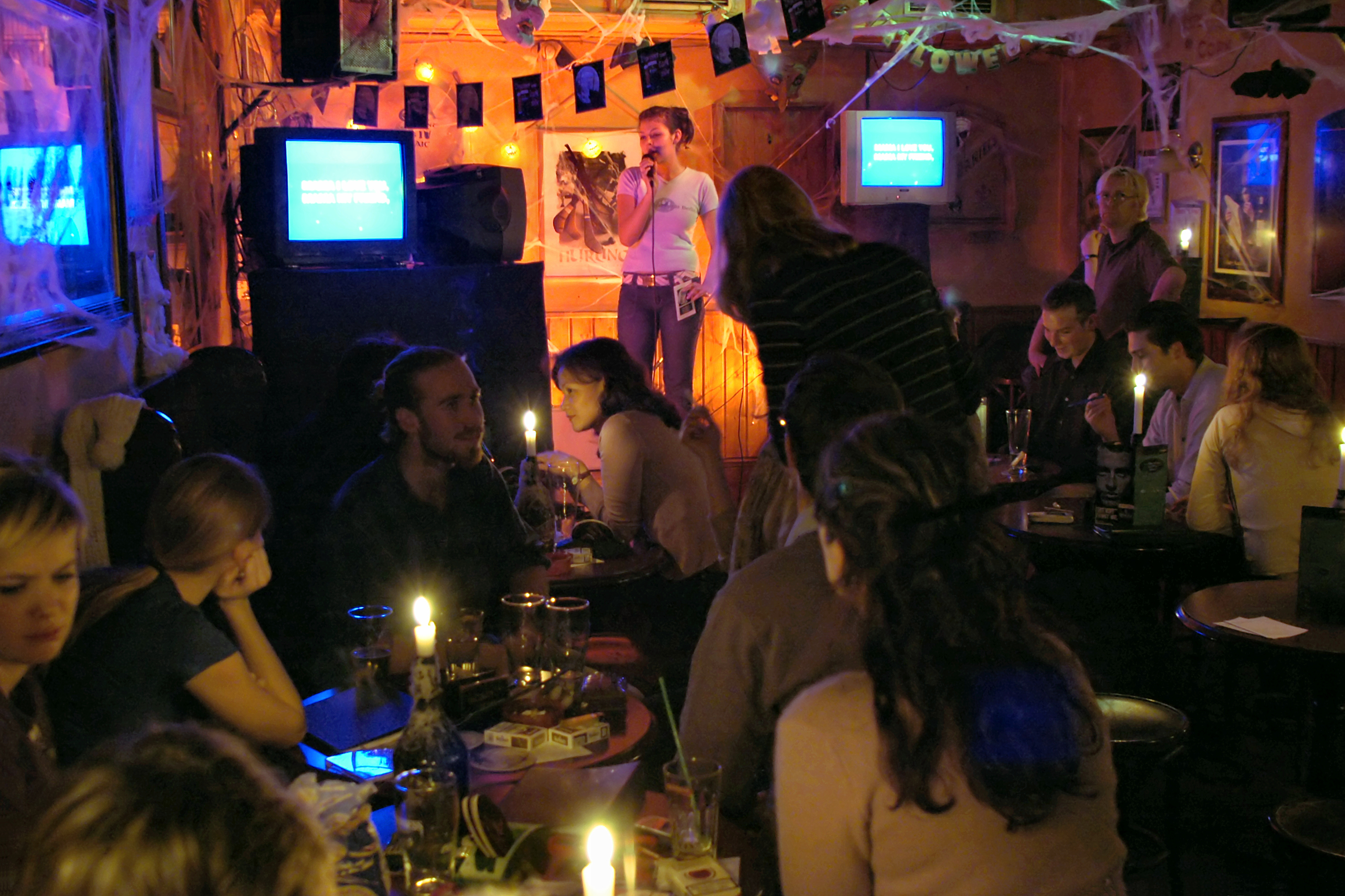
Un locale di karaoke ad Amburgo

Non si può trovare un vero e proprio inventore per questa forma di spettacolo. Alcuni lo fanno risalire a dei programmi televisivi degli USA degli anni sessanta, altri a delle tradizioni di spettacoli giapponesi dove il pubblico veniva coinvolto nelle performance sul palco. Si sa solo con certezza che il primo apparecchio karaoke fu inventato dal musicista giapponese Daisuke Inoue a Kōbe, nei primi anni settanta.
Divenuto popolare in Giappone, il karaoke si diffuse poi, negli anni ottanta, in varie nazioni dell'Asia, dove nei locali pubblici gli avventori, su basi musicali preregistrate e con l'ausilio di schermi video su cui scorrevano a tempo le parole delle canzoni, si cimentavano nella prova di reinterpretare famose canzoni, con evidenti risultati esilaranti in taluni casi. Inoltre in molti anime giapponesi, nelle sigle comparivano i testi in hiragana, in modo da poterle cantare.
Questa moda attecchì rapidamente anche in altre parti del mondo e risvegliò l'interesse sia delle industrie di elettronica che sfornarono prodotti per questo uso specifico, sia a livello professionale che amatoriale per uso privato nelle feste, sia dell'industria musicale che non tardò a produrre le basi musicali per le canzoni più famose.
La diffusione di questo fenomeno portò indirettamente anche alla creazione del video CD, la cui prima versione era denominata Karaoke CD per sottolinearne l'uso precipuo.
Ad oggi sono molti i professionisti che utilizzano specifici programmi per computer per creare i loro Karaoke.

## I software
Molti sono i software usati per la riproduzione e la creazione di file karaoke a partire da un brano MIDI o MP3.
La diffusione di tali programmi, utilizzati ormai anche a livello professionale, ha preso piede dopo gli anni 2000 contribuendo al crollo delle vendite di macchine dedicate alla riproduzione del karaoke.
Molti software hanno la possibilità di gestire più formati dedicati al karaoke, tra cui MIDI, MP3 o CD-G. Tra i software più famosi possiamo citare il totalmente gratuito vanBasco (che però è supportato solamente da Windows e legge file in formato MIDI e Kar) e i software a pagamento Winlive e Karaoke 5, entrambi disponibili sia per piattaforme Windows che per MacOS. In genere i software più evoluti, oltre alla sola riproduzione del suono e la visualizzazione del karaoke, offrono funzioni più avanzate quali la gestione degli accordi e l'inserimento di testi karaoke personalizzati.

## In Italia
In Italia, il termine karaoke divenne popolare negli anni novanta, in seguito al successo di una fortunata trasmissione televisiva omonima condotta da Fiorello.
Da fonti giapponesi una delle prime serate karaoke in Italia è stata fatta nel 1988 nella discoteca Gilda di Roma.
Il Guinness World Record per la maratona di karaoke più lunga del mondo spetta a un italiano, Leonardo Polverelli, cantautore di Bellaria Igea Marina (RN), che ha cantato ininterrottamente 1.295 canzoni per 101 ore, 59 minuti e 15 secondi, dal 19 al 23 settembre 2011, presso il locale Astra Caffè di Pesaro (PU), nell'ambito del Titanus Festival organizzato da Associazione Titanus e Luca Veneziano, contribuendo alla raccolta fondi per Telethon.